# Польща на літніх Олімпійських іграх 1992
Польща на літніх Олімпійських іграх 1992 у Барселоні, Іспанія була представлена 201 спортсменом (149 чол., 52 жін.) і взяла участь у 136 дисциплінах у 21 виді спорту.

## Медалісти
| Медаль | Спортсмен | Спорт                           | Дисципліна                              |
| ------ | --- | ------------------------------- | --------------------------------------- |
| Золото | Вальдемар Легень | Дзюдо                           | До 86 кг (чоловіки)                     |
| Золото | Аркадіуш Скшипашек | Сучасне п'ятиборство            | Індивідуальне (чоловіки)                |
| Золото | Аркадіуш Скшипашек Даріуш Гожджяк Мачей Чижович | Сучасне п'ятиборство            | Командне (чоловіки)                     |
| Срібло | Мачей Фреймут Войчех Курпевський | Веслування на байдарках і каное | K-2 500 м (чоловіки)                    |
| Срібло | Александер Клак Марчін Ялоха Томаш Лапінський Марек Козьмінський Томаш Валдох Даріуш Геншор Пйотр Шверчевський Даріуш Адамчук Гжегож Мелцарський Єжи Бженчек Анджей Юсковяк Аркадіуш Онишко Ришард Станєк Марек Байор Анджей Кобиланський Мирослав Валігура Даріуш Шуберт Томаш Вещицький Даріуш Косела Войчех Ковальчик | Футбол                          | Чоловіки                                |
| Срібло | Рафал Шукала | Плавання                        | 100 м батейрфляєм (чоловіки)            |
| Срібло | Кшиштоф Шемьон | Важка атлетика                  | До 82,5 кг                              |
| Срібло | Юзеф Трач | Боротьба                        | До 74 кг, греко-римська (чоловіки)      |
| Срібло | Пйотр Стемпень | Боротьба                        | До 82 кг, греко-римська (чоловіки)      |
| Бронза | Артур Партика | Легка атлетика                  | Стрибки у висоту (чоловіки)             |
| Бронза | Войчех Бартнік | Бокс                            | До 81 кг (чоловіки)                     |
| Бронза | Ізабелла Дилевська-Швятовяк | Веслування на байдарках і каное | K-1 500 м (жінки)                       |
| Бронза | Гжегож Котович Даріуш Бялковський | Веслування на байдарках і каное | K-2 1000 м (чоловіки)                   |
| Бронза | Мар'ян Сипнєвський Пйотр Келпіковський Адам Кшешинський Цезари Шесс Ришард Собчак | Фехтування                      | Командний флорет (чоловіки)             |
| Бронза | Сергіуш Волчанєцький | Важка атлетика                  | До 90 кг (чоловіки)                     |
| Бронза | Вальдемар Малак | Важка атлетика                  | До 100 кг (чоловіки)                    |
| Бронза | Войчех Янковський Мачей Лашіцький Яцек Стрейх Томаш Томяк Міхал Чешлак | Академічне веслування           | Четвірки (чоловіки)                     |
| Бронза | Каєтан Бронєвський | Академічне веслування           | Одиночки (чоловіки)                     |
| Бронза | Малгожата Кшонжкевіч | Стрільба                        | Гвинтівка з трьох позицій, 50 м (жінки) |